# Kurt-Erik Ingvall
Kurt-Erik Ingvall, född 30 mars 1925 i Helsingfors, död där 8 november 1987, var en finländsk skådespelare. 

## Biografi
Ingvall genomgick 1946–1948 Svenska Teaterns elevskola och var till 1979 engagerad vid Svenska Teatern, 1968–1971 även som biträdande teaterchef. Han uppträdde från första början med säkerhet och ledig elegans samt utvecklade en slagfärdig replikeringskonst. 
Bland hans roller märks hans patologiska, intensivt levande Don Carlos i Jag, konungen, hans urspårade unga män i Harry Martinsons Nässlorna blommar och Walentin Chorells Saltkaret, hans depraverade conferencier i Cabaret, hans mångfasetterade Erik XIV och hans många modernt fräna och intelligent gjorda roller med Märta Laurent som motspelare. Avskedsrollen som George i Edward Albees Vem är rädd för Virginia Woolf? 1980 visade hans intellektuella spänst. Han var Svenska Teaterns främsta manliga kraft efter Erik Lindströms död. 
Ingvall tilldelades Pro Finlandia-medaljen 1975.